# Malta Song for Europe 1998
Malta Song for Europe 1998 (Abkürzung: MSFE 1998) war die maltesische Vorentscheidung für den Eurovision Song Contest 1998, der in Birmingham (England) stattfand, nachdem Katrina and the Waves im Vorjahr mit ihrem Lied Love Shine a Light den Eurovision Song Contest gewonnen hatten. Der Wettbewerb wurde von Chiara Siracusa mit dem Lied The One That I Love gewonnen.
Dies war das erste Jahr ohne Live-Orchester beim maltesischen Vorentscheid.

## Prinzip
Insgesamt wurden 22 Beiträge von einer Fachjury ausgewählt, von denen 6 an einem Halbfinale für Neueinsteiger teilnehmen mussten, d. h. Künstler, welche in den Jahren zuvor teilgenommen hatten, qualifizierten sich automatisch für das Finale. Somit traten die 6 Halbfinalisten an, um am Finale, das am 7. Februar 1998 im Mediterranean Conference Centre stattfand, teilzunehmen. Am 6. und 7. Februar wurden die Lieder wie im Vorjahr ausschließlich auf Englisch vorgetragen. Die Jury wählte mit 100 % Stimmenanteil die 20 Finalisten, die am 7. Februar antraten, um Malta bei dem Eurovision Song Contest zu vertreten.
Die Künstler hatten die Wahl, ihre Lieder auf Englisch oder Maltesisch vorzutragen, da beide Sprachen ihre Amtssprache sind, jedoch entschieden sich alle für die englische Sprache.

### Halbfinale
Im Finale, das am 6. Februar 1998 stattfand, sangen 6 Künstler, um sich für das Finale zu qualifizieren. Es qualifizierten sich von den 6 Neueinsteigern 4 Stück.
| Interpret          | Englischer Songtitel   | Ungefähre Bedeutung im Deutschen |
| ------------------ | ---------------------- | -------------------------------- |
| Orion              | Longing Dawn           | Sehnsüchtiges Morgengrauen       |
| Karen Polidano     | Searching the Seas     | Die Seen suchend                 |
| Rita Pace          | Come Back Home         | Komm wieder heim                 |
| Ivan Spiteri Lucas | Playing With My Heart  | Mit meinem Herzen spielend       |
| Tonio Cuschieri    | The Magic In Your Eyes | Die Magie in deinen Augen        |
| Natasha Grima      | Nights Alone           | Einsame Nächte                   |

### Finale
Im Finale, das am 7. Februar 1998 stattfand, sangen 22 Künstler um den Sieg des Vorentscheids. Letztendlich wurde es von Chiara Siracusa mit dem Lied The One That I Love gewonnen.
Die Punktevergabe erfolgte durch 7 Juroren, die jeweils an jedes Lied Punkte vergeben mussten, sodass sie jeden Wert von 1–14 und 16, 18, 20, 22, 24 und 26 einmal vergaben.
| Startnr. | Interpret             | Englischer Songtitel     | Ungefähre Bedeutung im Deutschen    | Platzierung |
| -------- | --------------------- | ------------------------ | ----------------------------------- | ----------- |
| 01       | Claudette & 6th Above | Listen to Our Voices     | Hört unsere Stimmen an              | 3.          |
| 02       | Orion                 | Longing Dawn             | Sehnsüchtiges Morgengrauen          | 7.          |
| 03       | Marvic Lewis          | Voice in the Night       | Stimme in der Nacht                 | 4.          |
| 04       | Tarcisio Barbara      | How Can I Get Over You   | Wie kann ich über dich hinwegkommen | 8.          |
| 05       | Fiona                 | Same Time Tomorrow       | Morgen zur selben Zeit              | 9./10.      |
| 06       | Miriam Christine Borg | It’s Up to You           | Es liegt bei dir                    | 5.          |
| 07       | Leontine              | Children of Mother Earth | Kinder der Mutter Erde              | 13.         |
| 08       | Fate                  | Listen                   | Höre zu                             | 19.         |
| 09       | Natasha Grima         | Nights Alone             | Einsame Nächte                      | 16.         |
| 010      | Marisa D’Amato        | Love Will Be Your Light  | Liebe wird dein Licht sein          | 6.          |
| 011      | Olivia Lewis          | You’re the One           | Du bist der eine                    | 15.         |
| 012      | Karen Polidano        | Searching the Seas       | Die Seen suchend                    | 14.         |
| 013      | Vince Bongailas       | Unexplained              | Unerklärt                           | 20.         |
| 014      | Ivan Spiteri Lucas    | Playing With My Heart    | Mit meinem Herzen spielend          | 18.         |
| 015      | Enzo Gusman           | As Far As I Can See      | Meiner Meinung nach                 | 17.         |
| 016      | Catherine Vigar       | Give Love More Space     | Gib Liebe mehr Raum                 | 11.         |
| 017      | Fabrizio Faniello     | More Than Just a Game    | Mehr als nur ein Spiel              | 2.          |
| 018      | Chiara                | The One That I Love      | Der den ich liebe                   | 1.          |
| 019      | Lawrence Gray         | Newborn Heart            | Neugeborenes Herz                   | 9./10.      |
| 020      | Georgina              | The Morning Rain         | Der Morgenregen                     | 12.         |

#### Punktevergabe
| Startnr. | Lied                     | 1. Juror | 2. Juror | 3. Juror | 4. Juror | 5. Juror | 6. Juror | 7. Juror | Total |
| -------- | ------------------------ | -------- | -------- | -------- | -------- | -------- | -------- | -------- | ----- |
| 1        | Listen to Our Voices     | 20       | 9        | 22       | 26       | 20       | 24       | 16       | 137   |
| 2        | Longing Dawn             | 13       | 16       | 7        | 18       | 5        | 22       | 10       | 91    |
| 3        | Voice in the Night       | 9        | 26       | 18       | 20       | 14       | 8        | 18       | 113   |
| 4        | How Can I Get Over You   | 4        | 11       | 11       | 22       | 9        | 5        | 20       | 82    |
| 5        | Same Time Tomorrow       | 18       | 20       | 8        | 3        | 10       | 13       | 4        | 76    |
| 6        | It’s Up to You           | 12       | 14       | 13       | 13       | 22       | 14       | 14       | 102   |
| 7        | Children of Mother Earth | 10       | 4        | 14       | 11       | 8        | 16       | 2        | 65    |
| 8        | Listen                   | 5        | 12       | 2        | 5        | 4        | 7        | 6        | 41    |
| 9        | Nights Alone             | 14       | 5        | 4        | 9        | 12       | 1        | 8        | 53    |
| 10       | Love Will Be Your Light  | 22       | 22       | 12       | 1        | 16       | 2        | 22       | 97    |
| 11       | You’re the One           | 8        | 6        | 5        | 14       | 6        | 9        | 11       | 59    |
| 12       | Searching the Seas       | 7        | 7        | 6        | 12       | 2        | 20       | 9        | 63    |
| 13       | Unexplained              | 1        | 18       | 1        | 2        | 1        | 4        | 1        | 28    |
| 14       | Playing With My Heart    | 3        | 1        | 3        | 8        | 13       | 3        | 13       | 44    |
| 15       | As Far As I Can See      | 2        | 2        | 9        | 16       | 3        | 12       | 3        | 47    |
| 16       | Give Love More Space     | 11       | 13       | 20       | 7        | 7        | 6        | 5        | 69    |
| 17       | More Than Just a Game    | 24       | 24       | 24       | 4        | 24       | 18       | 24       | 142   |
| 18       | The One That I Love      | 26       | 10       | 26       | 24       | 26       | 26       | 26       | 164   |
| 19       | Newborn Heart            | 16       | 3        | 16       | 6        | 18       | 10       | 7        | 76    |
| 20       | The Morning Rain         | 6        | 8        | 10       | 16       | 11       | 11       | 12       | 68    |